# Europaparlamentets utskott för framställningar
Europaparlamentets utskott för framställningar, (engelska: European Parliament Committee on Petitions, PETI), är ett av Europaparlamentets 20 ständiga utskott för att bereda ärenden i parlamentet. 
Petitioner kan göras av alla medborgare i Europeiska unionen inom samtliga områden som hanteras av EU. Utskottet behandlar omkring 1 500 fall varje år, av vilka några presenteras i parlamentet av framställaren själv. Europaparlamentet försöker i första hand lösa en fråga som medlare, men kan också föreslå beslut i parlamentet för att lösa en fråga.

## Presidium
| Namn                               | Funktion i utskottet | Land     | Grupp | Bild |
| ---------------------------------- | -------------------- | -------- | ----- | ---- |
| Dolors Montserrat                  | Ordförande           | Spanien  | EPP   |      |
| Tatjana Ždanoka                    | Viceordförande       | Lettland | G/EFA |      |
| Yana Toom                          | Viceordförande       | Estland  | RE    |      |
| Ryszard Czarnecki                  | Viceordförande       | Polen    | ECR   |      |
| Cristina Maestre Martín de Almagro | Viceordförande       | Spanien  | S&D   |      |